# Vera Pochitayeva
Vera Vasílievna Pochitayeva (en ruso: Вера Васильевна Почитаева, Lípetsk, URSS, 29 de agosto de 1974) es una deportista rusa que compitió en remo.
Ganó tres medallas en el Campeonato Mundial de Remo entre los años 1997 y 2005, y dos medallas de plata en el Campeonato Europeo de Remo, en los años 2007 y 2008.
Participó en dos Juegos Olímpicos de Verano, ocupando el sexto lugar en Atlanta 1996 y el séptimo en Sídney 2000, en la prueba de dos sin timonel.

## Palmarés internacional
| Campeonato Mundial | Campeonato Mundial     | Campeonato Mundial | Campeonato Mundial |
| Año                | Lugar                  | Medalla            | Prueba             |
| ------------------ | ---------------------- | ------------------ | ------------------ |
| 1997               | Aiguebelette (Francia) | Medalla de bronce  | Dos sin timonel    |
| 2004               | Bañolas (España)       | Medalla de plata   | Cuatro sin timonel |
| 2005               | Kaizu (Japón)          | Medalla de bronce  | Dos sin timonel    |
| Campeonato Europeo |                        |                    |                    |
| Año                | Lugar                  | Medalla            | Prueba             |
| 2007               | Poznań (Polonia)       | Medalla de plata   | Dos sin timonel    |
| 2008               | Maratón (Grecia)       | Medalla de plata   | Dos sin timonel    |